# Saison 6 de Homeland
Chronologie
Saison 5 Saison 7
Cet article présente les épisodes de la sixième saison de la série télévisée américaine Homeland.

## Synopsis
Carrie est retournée aux États-Unis, où elle travaille désormais dans un cabinet d'avocats spécialisé dans les cas abusifs contre les citoyens américains musulmans. Elle s'occupe également de Quinn, encore en rééducation. Elizabeth Keane se prépare à prendre le poste de Présidente, affichant des idées pacifistes et anti-militaristes qui inquiètent Saul et Dar Adal.

## Distribution

### Acteurs principaux
- Claire Danes (VF : Caroline Victoria) : Carrie Mathison
- Mandy Patinkin (VF : Michel Papineschi) : Saul Berenson
- Rupert Friend (VF : Taric Méhani) : Peter Quinn
- F. Murray Abraham (VF : Pierre Dourlens) : Dar Adal
- Elizabeth Marvel (VF : Emmanuèle Bondeville) : Elizabeth Keane[1]

### Acteurs récurrents et invités
- Sebastian Koch (VF : Bernard Gabay) : Otto Düring
- Hill Harper (VF : Daniel Njo Lobé) : Rob Emmons[2]
- Patrick Sabongui (en) (VF : Nessym Guétat) : Reda Hashem[2]
- Robert Knepper (VF : Patrick Béthune) : General Jamie McClendon[3]
- Dominic Fumusa (VF : Mathieu Buscatto) : agent du FBI Ray Conlin[4]
- Jake Weber (VF : Pierre Tessier) : Brett O'Keefe[5]
- Bradford Anderson (en) : Trent, collègue de Max[6]
- J. Mallory McCree (en) (VF : Simon Koukissa-Barney) : Sekou Bah
- Ashlei Sharpe Chestnut (en) (VF : Joséphine Ropion) : Simone Bah
- Zainab Jah (en) (VF : Emmanuelle Rivière) : Aby Bah
- Leo Manzari (VF : Yannick Blivet) : Saad Mahsud
- Claire & McKenna Keane (VF : Cindy Lemineur) : Franny Mathison
- Mickey O'Hagan (en) (VF : Julie Turin) : Clarice
- C. J. Wilson (actor) (en) (VF : Vincent Bonasseau) : Porteous Belli
- James Mount (en) (VF : Fabien Jacquelin) : Agent Thoms
- Jacqueline Antaramian (VF : Sylvie Genty) : Dorit
- Bernard White (VF : Marc Perez) : Farhad Nafisi
- Seth Numrich (VF : David Dos Santos) : Nate Joseph
- Marin Hinkle (VF : Élisabeth Fargeot) : Christine Lonas
- Lesli Margherita (en) (VF : Hélène Bizot) : Sharon Aldright
- David Thornton (VF : Bruno Forget) : George Pallis
- Julee Cerda (en) (VF : Agnès Cirasse) : Reiko Umon

## Production

### Diffusions
La série est diffusée à partir du 15 janvier 2017 sur Showtime, aux États-Unis et simultanément sur Super Channel au Canada.

## Liste des épisodes

### Épisode 1:Un coupable idéal
- États-Unis : 15 janvier 2017 sur Showtime
- France : 17 janvier 2017 sur Canal+ Séries (en VOSTFr)
- Belgique : 15 avril 2017 sur Be Séries (en VF)

- États-Unis : 1,08 million de téléspectateurs (première diffusion)

### Épisode 2:Douloureux Passé
- États-Unis : 22 janvier 2017 sur Showtime
- France : 24 janvier 2017 sur Canal+ Séries (en VOSTFr)
- Belgique : 15 avril 2017 sur Be Séries (en VF)

- États-Unis : 1,45 million de téléspectateurs (première diffusion)

### Épisode 3:Jeux d'alliance
- États-Unis : 29 janvier 2017 sur Showtime
- France : 31 janvier 2017 sur Canal+ Séries (en VOSTFr)
- Belgique : 22 avril 2017 sur Be Séries (en VF)

- États-Unis : 1,13 million de téléspectateurs (première diffusion)

### Épisode 4:Convictions profondes
- États-Unis : 12 février 2017 sur Showtime
- France : 14 février 2017 sur Canal+ Séries (en VOSTFr)
- Belgique : 22 avril 2017 sur Be Séries (en VF)

- États-Unis : 1,051 million de téléspectateurs[7] (première diffusion)

### Épisode 5:État d'urgence
- États-Unis : 19 février 2017 sur Showtime
- France : 21 février 2017 sur Canal+ Séries (en VOSTFr)
- Belgique : 29 avril 2017 sur Be Séries (en VF)

- États-Unis : 1,069 million de téléspectateurs[8] (première diffusion)

### Épisode 6:Réseaux parallèles
- États-Unis : 26 février 2017 sur Showtime
- France : 28 février 2017 sur Canal+ Séries (en VOSTFr)
- Belgique : 29 avril 2017 sur Be Séries (en VF)

- États-Unis : 899 000 téléspectateurs[9] (première diffusion)

### Épisode 7:Conflits d'intérêts
- États-Unis : 5 mars 2017 sur Showtime
- France : 7 mars 2017 sur Canal+ Séries (en VOSTFr)
- Belgique : 6 mai 2017 sur Be Séries (en VF)

- États-Unis : 1,437 million de téléspectateurs[10] (première diffusion)

### Épisode 8:Confrontations
- États-Unis : 12 mars 2017 sur Showtime
- France : 14 mars 2017 sur Canal+ Séries (en VOSTFr)
- Belgique : 6 mai 2017 sur Be Séries (en VF)

- États-Unis : 1,274 million de téléspectateurs[11] (première diffusion)

### Épisode 9:Faux-nez
- États-Unis : 19 mars 2017 sur Showtime
- France : 22 mars 2017 sur Canal+ Séries (en VOSTFr)
- Belgique : 13 mai 2017 sur Be Séries (en VF)

- États-Unis : 1,258 million de téléspectateurs[12] (première diffusion)

### Épisode 10:Lutte intérieure
- États-Unis : 26 mars 2017 sur Showtime
- France : 28 mars 2017 sur Canal+ Séries (en VOSTFr)
- Belgique : 13 mai 2017 sur Be Séries (en VF)

- États-Unis : 1,427 million de téléspectateurs[13] (première diffusion)

### Épisode 11:Avis de tempête
- États-Unis : 2 avril 2017 sur Showtime
- France : 4 avril 2017 sur Canal+ Séries (en VOSTFr)
- Belgique : 20 mai 2017 sur Be Séries (en VF)

- États-Unis : 1,342 million de téléspectateurs[14] (première diffusion)

### Épisode 12:Le Grand Nettoyage
- États-Unis : 9 avril 2017 sur Showtime
- France : 11 avril 2017 sur Canal+ Séries (en VOSTFr)
- Belgique : 20 mai 2017 sur Be Séries (en VF)

- États-Unis : 1,896 million de téléspectateurs[15] (première diffusion)

Carrie et Dar Adal comprennent que McClendon et ses hommes vont tenter de tuer la Présidente-élue. Carrie parvient, avec l'aide de Quinn, à la faire sortir de l'hôtel. Quinn devra forcer un barrage de la police et sera abattu, permettant à Keane et Carrie d'être hors de portée des snipers de McClendon.